# Europees kampioenschap basketbal vrouwen 2003
Het 29e Europees kampioenschap basketbal vrouwen vond plaats van 19 tot 28 september 2003 in Griekenland. 12 nationale teams speelden in 3 steden om de Europese titel.

## Voorronde
De 12 deelnemende landen zijn onderverdeeld in twee poules van zes landen. De top vier van elke poule plaatsten zich voor de kwartfinales. De overige landen speelden om de negende plaats

### Groep A
De wedstrijden in deze groep vonden plaats in Pirgos.
| Datum        | Land                 | Score    | Land                 |
| ------------ | -------------------- | -------- | -------------------- |
| 19 september | Israël               | 55 – 91  | Frankrijk            |
| 19 september | Griekenland          | 57 – 90  | Tsjechië             |
| 19 september | Servië en Montenegro | 60 – 70  | Polen                |
| 20 september | Frankrijk            | 68 – 70  | Servië en Montenegro |
| 20 september | Polen                | 66 – 49  | Griekenland          |
| 20 september | Tsjechië             | 104 – 67 | Israël               |
| 21 september | Servië en Montenegro | 68 – 80  | Tsjechië             |
| 21 september | Israël               | 59 – 78  | Griekenland          |
| 21 september | Frankrijk            | 79 – 66  | Polen                |
| 23 september | Polen                | 80 – 45  | Israël               |
| 23 september | Griekenland          | 67 – 72  | Servië en Montenegro |
| 23 september | Tsjechië             | 85 – 73  | Frankrijk            |
| 24 september | Servië en Montenegro | 104 – 67 | Israël               |
| 24 september | Frankrijk            | 75 – 70  | Griekenland          |
| 24 september | Tsjechië             | 76 – 71  | Polen                |

| Groep A |                      |             |             |             |            |            |            |        |
| #       | Land                 | Wedstrijden | Wedstrijden | Wedstrijden | Doelpunten | Doelpunten | Doelpunten | Punten |
| #       | Land                 | G           | W           | V           | V          | T          | Saldo      | Punten |
| 1       | Tsjechië             | 5           | 5           | 0           | 435        | 336        | +99        | 10     |
| 2       | Frankrijk            | 5           | 3           | 2           | 386        | 346        | +40        | 8      |
| 3       | Polen                | 5           | 3           | 2           | 353        | 309        | +44        | 8      |
| 4       | Servië en Montenegro | 5           | 3           | 2           | 374        | 352        | +22        | 8      |
| 5       | Griekenland          | 5           | 1           | 4           | 321        | 362        | -41        | 6      |
| 6       | Israël               | 5           | 0           | 5           | 293        | 457        | -164       | 5      |

### Groep B
De wedstrijden in deze groep vonden plaats in Amaliada.
| Datum        | Land      | Score   | Land      |
| ------------ | --------- | ------- | --------- |
| 19 september | Oekraïne  | 56 – 57 | Hongarije |
| 19 september | België    | 62 – 77 | Spanje    |
| 19 september | Slowakije | 80 – 72 | Rusland   |
| 20 september | Hongarije | 67 – 72 | België    |
| 20 september | Spanje    | 71 – 47 | Slowakije |
| 20 september | Rusland   | 74 – 53 | Oekraïne  |
| 21 september | België    | 56 – 76 | Rusland   |
| 21 september | Hongarije | 59 – 71 | Spanje    |
| 21 september | Oekraïne  | 54 – 73 | Slowakije |
| 23 september | Slowakije | 90 – 82 | België    |
| 23 september | Spanje    | 76 – 71 | Oekraïne  |
| 23 september | Rusland   | 65 – 55 | Hongarije |
| 24 september | België    | 83 – 67 | Oekraïne  |
| 24 september | Rusland   | 61 – 64 | Spanje    |
| 24 september | Hongarije | 61 – 55 | Slowakije |

| Groep B |           |             |             |             |            |            |            |        |
| #       | Land      | Wedstrijden | Wedstrijden | Wedstrijden | Doelpunten | Doelpunten | Doelpunten | Punten |
| #       | Land      | G           | W           | V           | V          | T          | Saldo      | Punten |
| 1       | Spanje    | 5           | 5           | 0           | 359        | 300        | +59        | 10     |
| 2       | Slowakije | 5           | 3           | 2           | 345        | 340        | +5         | 8      |
| 3       | Rusland   | 5           | 3           | 2           | 348        | 308        | +40        | 8      |
| 4       | België    | 5           | 2           | 3           | 355        | 377        | -22        | 7      |
| 5       | Hongarije | 5           | 2           | 3           | 299        | 319        | -20        | 7      |
| 6       | Oekraïne  | 5           | 0           | 5           | 301        | 363        | -62        | 5      |

## Kwartfinales
Deze wedstrijden zijn gespeeld Patras.
| Datum        | Land      | Score   | Land                 |
| ------------ | --------- | ------- | -------------------- |
| 26 september | Slowakije | 61 – 78 | Polen                |
| 26 september | Tsjechië  | 98 – 62 | België               |
| 26 september | Frankrijk | 66 – 79 | Rusland              |
| 26 september | Spanje    | 76 – 64 | Servië en Montenegro |

## Plaatsingswedstrijden 9e-12e plaats
Deze wedstrijden zijn gespeeld Patras.
| Datum                 | Land        | Score    | Land      |
| --------------------- | ----------- | -------- | --------- |
| 26 september          | Hongarije   | 85 – 77  | Israël    |
| 26 september          | Griekenland | 76 – 68  | Oekraïne  |
| 27 sept. (11e plaats) | Oekraïne    | 107 – 87 | Israël    |
| 27 sept. (9e plaats)  | Griekenland | 85 – 83  | Hongarije |

## Plaatsingswedstrijden 5e-8e plaats
Deze wedstrijden zijn gespeeld Patras.
| Datum                | Land      | Score   | Land                 |
| -------------------- | --------- | ------- | -------------------- |
| 27 september         | Slowakije | 80 – 86 | België               |
| 27 september         | Frankrijk | 83 – 61 | Servië en Montenegro |
| 28 sept. (7e plaats) | Slowakije | 68 – 67 | Servië en Montenegro |
| 28 sept. (5e plaats) | België    | 75 – 94 | Frankrijk            |

## Halve finales
Deze wedstrijden zijn gespeeld Patras.
| Datum        | Land    | Score   | Land     |
| ------------ | ------- | ------- | -------- |
| 27 september | Polen   | 66 – 74 | Tsjechië |
| 27 september | Rusland | 78 – 71 | Spanje   |

## Bronzen finale
Deze wedstrijd is gespeeld in Patras.
| Datum        | Land  | Score   | Land   |
| ------------ | ----- | ------- | ------ |
| 28 september | Polen | 81 – 87 | Spanje |

## Finale
Deze wedstrijd is gespeeld in Patras.
| Datum        | Land     | Score   | Land    |
| ------------ | -------- | ------- | ------- |
| 28 september | Tsjechië | 56 – 59 | Rusland |

## Eindrangschikking
| Goud   | Rusland   |
| Zilver | Tsjechië  |
| Brons  | Spanje    |
| 4      | Polen     |
| 5      | Frankrijk |
| 6      | België    |

| 7  | Slowakije            |
| 8  | Servië en Montenegro |
| 9  | Griekenland          |
| 10 | Hongarije            |
| 11 | Oekraïne             |
| 12 | Israël               |

## Individuele prijzen

### MVP (Meest Waardevolle Speler)
- Lucie Blahůšková

### All-Star Team
- Anna Archipova
- Jelena Baranova
- Hana Horáková
- Lucie Blahůšková
- Ann Wauters

1938 · 
1950 · 
1952 · 
1954 · 
1956 · 
1958 · 
1960 · 
1962 · 
1964 · 
1966 · 
1968 · 
1970 · 
1972 · 
1974 · 
1976 · 
1978 · 
1980 · 
1981 · 
1983 · 
1985 · 
1987 · 
1989 · 
1991 · 
1993 · 
1995 · 
1997 · 
1999 · 
2001 · 
2003 · 
2005 · 
2007 · 
2009 · 
2011 · 
2013 · 
2015 · 
2017 · 
2019 · 
2021 · 
2023